# Шолохов, Пётр Иванович
Пётр Ива́нович Шо́лохов (5 октября 1898, Борисоглебск — 14 февраля 1988, Москва) — советский художник-реалист, живописец и график, ученик Абрама Архипова. Член Союза художников (1932 г.).

## Биография
Родился в купеческой семье. В 1920 году окончил Борисоглебскую художественную студию, работал учителем рисования в Верхнем Карачане. Затем окончил ВХУТЕМАС, где учился у В. А. Фаворского, П. Я. Павлинова, А. Е. Архипова. С 1929 года — член Ассоциации художников революции.
В 1943 году был мобилизован в Красную армию; служил на фронте в дивизионном клубе, где писал декорации, портреты Сталина, плакаты, таблички на могилы погибших, а также военные пейзажи.
В послевоенное время неоднократно выезжал в Ясную Поляну, Мелихово, Борисоглебск (в 1950-е гг.), где создал много работ.
Преподавал в студии издательства «Правда». В числе его учеников — Б. А. Шолохов (племянник), Юрий Иванович Рогозин, Василий Михайлович Юрчик.
В 1982 году подарил более 100 своих работ художественным музеям Воронежа и Борисоглебска.

### Семья
Жена — Екатерина Николаевна. Детей не имел. Двоюродный брат — живописец Леонид Сергеевич Шолохов. Внучатые племянники: Сергей Леонидович Шолохов, Алексей Юрьевич Шолохов.

## Творчество
Автор картин на военную тематику, портретов, пейзажей, натюрмортов. Его полотна на индустриальную тематику составили серию «Завод „Серп и Молот“». Участвовал в республиканских и всесоюзных выставках. Персональные выставки состоялись в Москве в 1959, 1975 и 1982 годах.
Произведения художника хранятся в Государственной Третьяковской галерее, в Ясной Поляне, в Мелиховском музее-заповеднике, в музеях Серпухова и Таганрога, в Воронежском художественном музее имени И. Н. Крамского, картинной галерее имени П. И. Шолохова (Борисоглебск, филиал Борисоглебского историко-художественного музея — 70 картин).

### Сочинения
П. И. Шолохов написал воспоминания, которые были изданы в 2009 году Андреем, сыном Б. А. Шолохова.
- Шолохов П. И. Глазами художника: земляки, коллеги, Великая Отечественная. — М. : ЮниВестМедиа, 2009. — 518 с. — (Русские витязи: защитники и созидатели России). — ISBN 978-5-903828-04-3

## Память
Имя П. И. Шолохова носит Борисоглебская картинная галерея (филиал Борисоглебского историко-художественного музея), открытая 14 мая 2001 года.